# Kaburuang
Kaburuang är en ö i Indonesien.   Den ligger i provinsen Sulawesi Utara, i den nordöstra delen av landet, 2 500 km nordost om huvudstaden Jakarta. Arean är 94 kvadratkilometer.
Terrängen på Kaburuang är lite kuperad. Öns högsta punkt är 464 meter över havet. Den sträcker sig 14,2 kilometer i nord-sydlig riktning, och 12,1 kilometer i öst-västlig riktning.  I omgivningarna runt Kaburuang växer i huvudsak städsegrön lövskog.